# Pierre Combescot
Pierre Combescot (n. 9 ianuarie 1940, Limoges, Franța – d. 27 iunie 2017, Paris, Franța) a fost un jurnalist și scriitor francez. A lucrat pentru Canard enchaîné, sub pseudonimul Luc Décygnes. A fost, de asemenea, editorialist la Paris Match. A câștigat Premiul Goncourt în 1991 pentru romanul Les Filles du Calvaire.

## Lucrări
- Louis II de Bavière, Lattès, 1974
- Les Chevaliers du crépuscule, Lattès 1975 (ASIN B0000DQ1EB)
- Les Funérailles de la Sardine, Grasset – 1986 (ISBN: 978-2-246-37451-0)
- Les Petites Mazarines, Grasset 1990 (ISBN: 2-246-47761-1)
- Les Filles du Calvaire, Grasset – 1991 (ISBN: 978-2-246-43541-9)
- La Sainte famille, Grasset 1996 (ISBN: 978-2-246-45901-9)
- Le Songe du Pharaon, Grasset 1998 (ISBN: 978-2-246-53531-7)
- Lansquenet, Grasset 2002 (ISBN: 978-2-246-60351-1)
- Les Diamants de la guillotine, Robert Laffont 2003 (ISBN: 978-2-221-10045-5)
- Ce soir on soupe chez Pétrone, Grasset 2004 (ISBN: 978-2-246-60341-2)
- Pour mon plaisir et ma délectation charnelle, Grasset 2009 (ISBN: 978-2-246-63101-9)